# بوفالو برگر

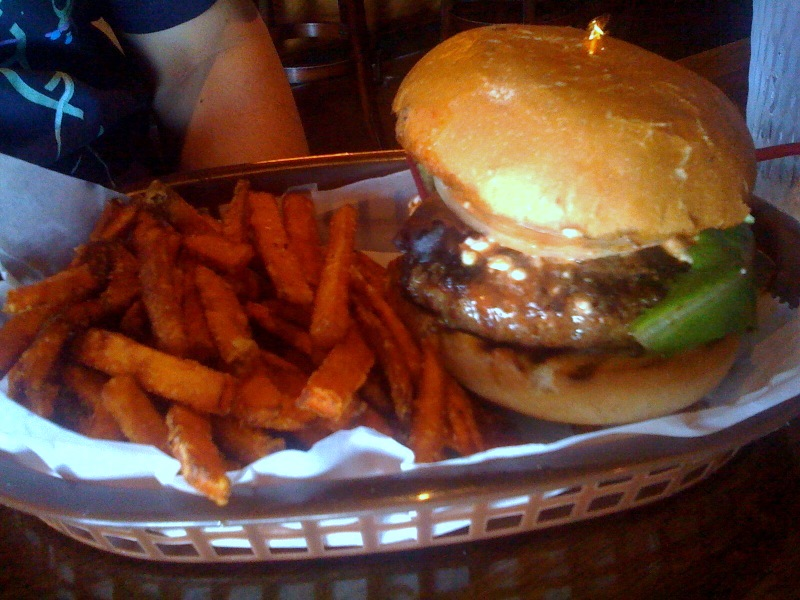
یک بوفالو برگر و سیب زمینی شیرین

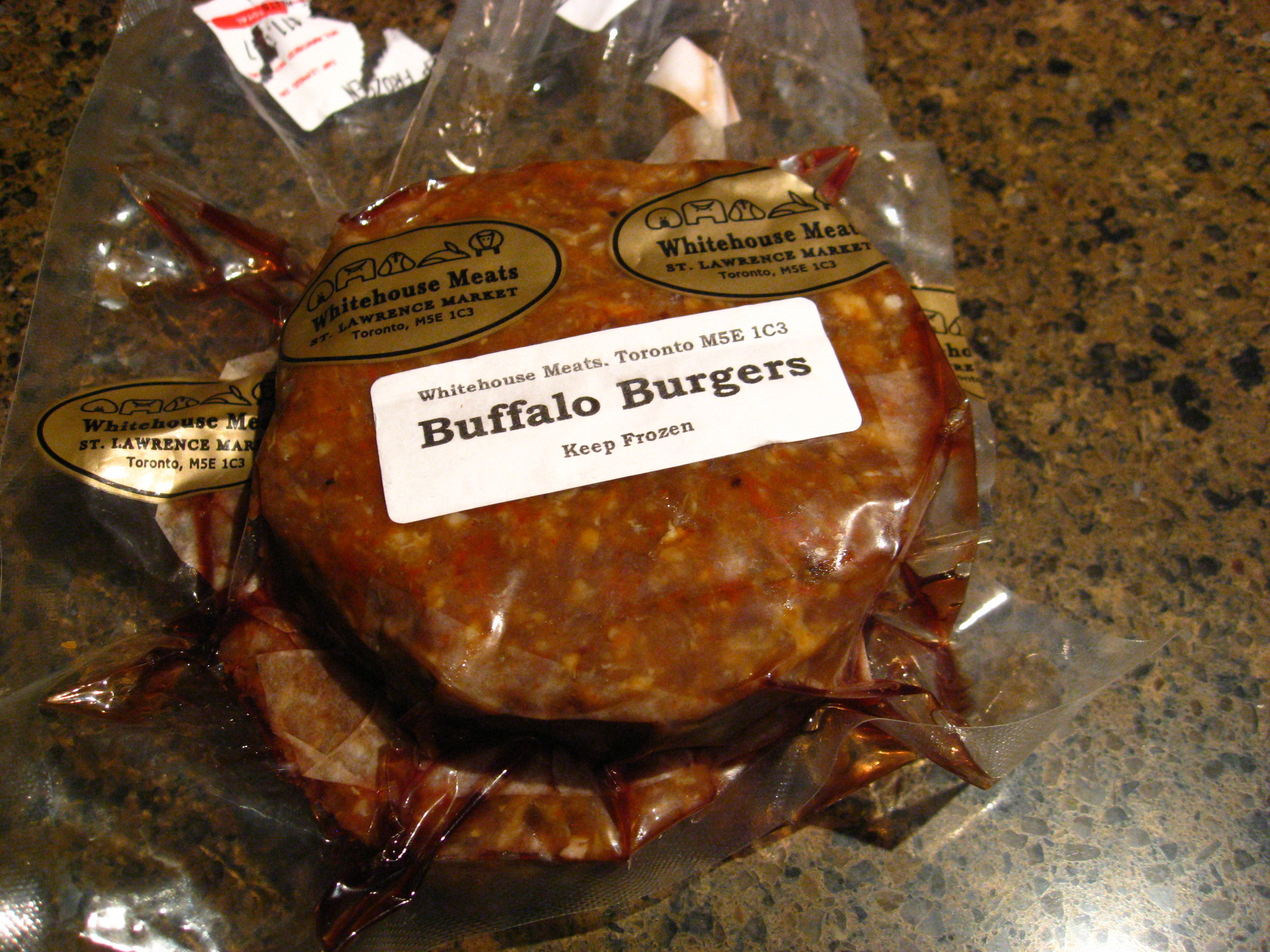
پتی برگر بوفالو منجمد

بوفالو برگر همبرگرهایی هستند که از گوشت بوفالو آبی، بیفالو یا گاومیش کوهان دار آمریکایی (Bison bison) تهیه می‌شوند.

## شرح
نویسنده دن اوبراین گفت که گوشت گاومیش شیرین و لطیف است و طعم منحصر به فردی دارد. او همچنین گفت که باید به اندازه ماهی تازه با دقت تهیه شود. مجله سلامت زنان گفت که طعم همبرگر گاو و بوفالو برگر تقریباً غیرقابل تشخیص است، اما بوفالو برگرها کمی شیرین تر و لطیف تر هستند. قیمت آن معمولاً بیشتر از گوشت گاو است.

## تغذیه
برگرهای بوفالو نسبت به همبرگرهای تهیه شده از گوشت گاو یا مرغ ، کلسترول کمتر، چربی کمتر و انرژی غذایی کمتری دارند. انجمن قلب آمریکا در سال ۱۹۹۷ برگرهای بوفالو را به عنوان سالم‌تر از گوشت مرغ یا گاو برای قلب توصیه کرد. همبرگر سرشار از مواد مغذی مانند پروتئین، روی و ویتامین ب۱۲ است. بوفالو برگر سالم‌تر از گوشت گاو هستند زیرا گاومیش کوهی به اندازه گاو چربی ذخیره نمی‌کند. یک ۸۵-گرم (۳-اونس) گوشت گاومیش دارای ۳۹۰ کیلوژول (۹۳ کیلوکالری) و ۱٫۸ است. گرم چربی در مقایسه با ۷۷۰ کیلوژول (۱۸۳ کیلوکالری) و ۸٫۷ گرم چربی در همان وعده گوشت گاو. دستور العملی برای همبرگرهای ساده بوفالو درMen's Health Muscle Chow ذکر شده‌است. مجله EatingWell دستور پخت همبرگر بوفالو را ارائه کرد که کلسترول پایین و کلسیم بالایی دارد.